# Sarlabag
Sarlabag   (segle XXII aC - valor desconegut) o Zarlabag va ser el segon rei conegut de la Dinastia guti que va regnar a Sumer, segons la Llista de reis sumeris. Va governar a finals del tercer mil·lenni aC, segurament durant sis anys.
Potser era contemporani del rei d'Accad Xar-Kali-Xarri, si aquest Sarlabag és el mateix que un rei de Sumer que les inscripcions accàdies anomenen Šarlag, a qui Xar-Kali-Xarri va capturar, segons un dels seus noms d'any: "l'any en què Xar-Kali-Xarri va capturar Sarlag[bag] rei dels Gutis". El va succeir Xulme.